# Jutte Persijn
Jutte Jans Persijn (overleden circa 1342) was een edelvrouw uit het graafschap Holland. Ze was ambachtsvrouwe van Bergen en speelde vermoedelijk een rol in de bouw van een kerk in Bergen.
Jutte werd geboren als dochter van Jan Persijn van Velsen. Ze had drie broers: Nicolaas, Jan en Dirk. Waarschijnlijk groeide ze op in Velsen, waar de familie over het kasteel Huis te Velsen beschikte. Het geslacht Persijn genoot aanzien en was vermogend. Jutte was daardoor een gewilde huwelijkspartner. Ze trouwde met Jan van Haarlem, ook wel bekend als Jan van Bergen. Zij kregen rond het jaar 1310 een dochter Goede, die in 1327 trouwde met Floris van Haemstede.
Jan van Bergen was in 1315 beleend met het ambacht Bergen. Mogelijk heeft hij hier het kasteel Janswerff laten bouwen. Toen hij in 1321 overleed volgde Jutte hem op als vrouwe van Bergen.
In 1328 ruilde Jutte een stuk grond dat zij in Bergen in leen had van de Hollandse graaf, voor de eveneens bij de graaf in leen zijnde woning van Dirk Mabielienszoon, een lokale boer.
Ze zou mogelijk dankzij een schenking een rol hebben gespeeld in de bouw van de kerk van Bergen, een voorloper van de huidige Ruïnekerk.
Jutte overleed rond het jaar 1342 en haar dochter Goede werd nu beleend met de heerlijkheid Bergen. 